# Triatoma peninsularis
Triatoma peninsularis är en insektsart som beskrevs av Robert L. Usinger 1940. Triatoma peninsularis ingår i släktet Triatoma och familjen rovskinnbaggar. Inga underarter finns listade i Catalogue of Life.